# Vaujany
Vaujany – miejscowość i gmina we Francji, w regionie Owernia-Rodan-Alpy, w departamencie Isère.
Według danych na rok 1990 gminę zamieszkiwały 242 osoby, a gęstość zaludnienia wynosiła 4 os./km² (wśród 2880 gmin regionu Rodan-Alpy Vaujany plasuje się na 1386. miejscu pod względem liczby ludności, natomiast pod względem powierzchni na miejscu 45.).